# 大叶假鹰爪
大叶假鹰爪（学名：Desmos grandifolius）是番荔枝科假鹰爪属的植物。分布于越南以及中国大陆的云南等地，生长于海拔130米至250米的地区，一般生于山地密林中和山谷灌木林中，目前尚未由人工引种栽培。